# Strugasca
Strugasca románul: Strugasca, falu Romániában, a Bánságban, Krassó-Szörény megyében.

## Fekvése
Somosréve (Cornereva) mellett fekvő település.

## Története
Strugasca korábban Somosréve (Cornereva) része volt. 1956 körül vált külön településsé 115 lakossal.
1966-ban 100, 1977-ben 81, az 1992-es népszámláláskor pedig 61 lakosa volt.